# Rapunzelklokje
Rapunzelklokje of repelsteeltje (Campanula rapunculus) is een plant uit de klokjesfamilie (Campanulaceae). De plant groeit op kalkhoudende zandgrond, vooral langs grote rivieren. Deze plant staat in Nederland op de rode lijst. In Nederland is de plant vanaf 1 januari 2017 niet meer wettelijk beschermd.
De 30-50 cm hoge plant heeft een kantige en licht behaarde stengel. De wortel is vlezig.
De rozetbladeren zijn kort eirond en getand. De duidelijk klokjesvormige bloemen zijn 2-3 cm lang en gesteeld. De kelkslippen zijn lijn tot priemvormig. De bloemkleur is lichtpaars of een enkele maal wit. Aan de voet van de bloemsteel lijken twee schutblaadjes te groeien.

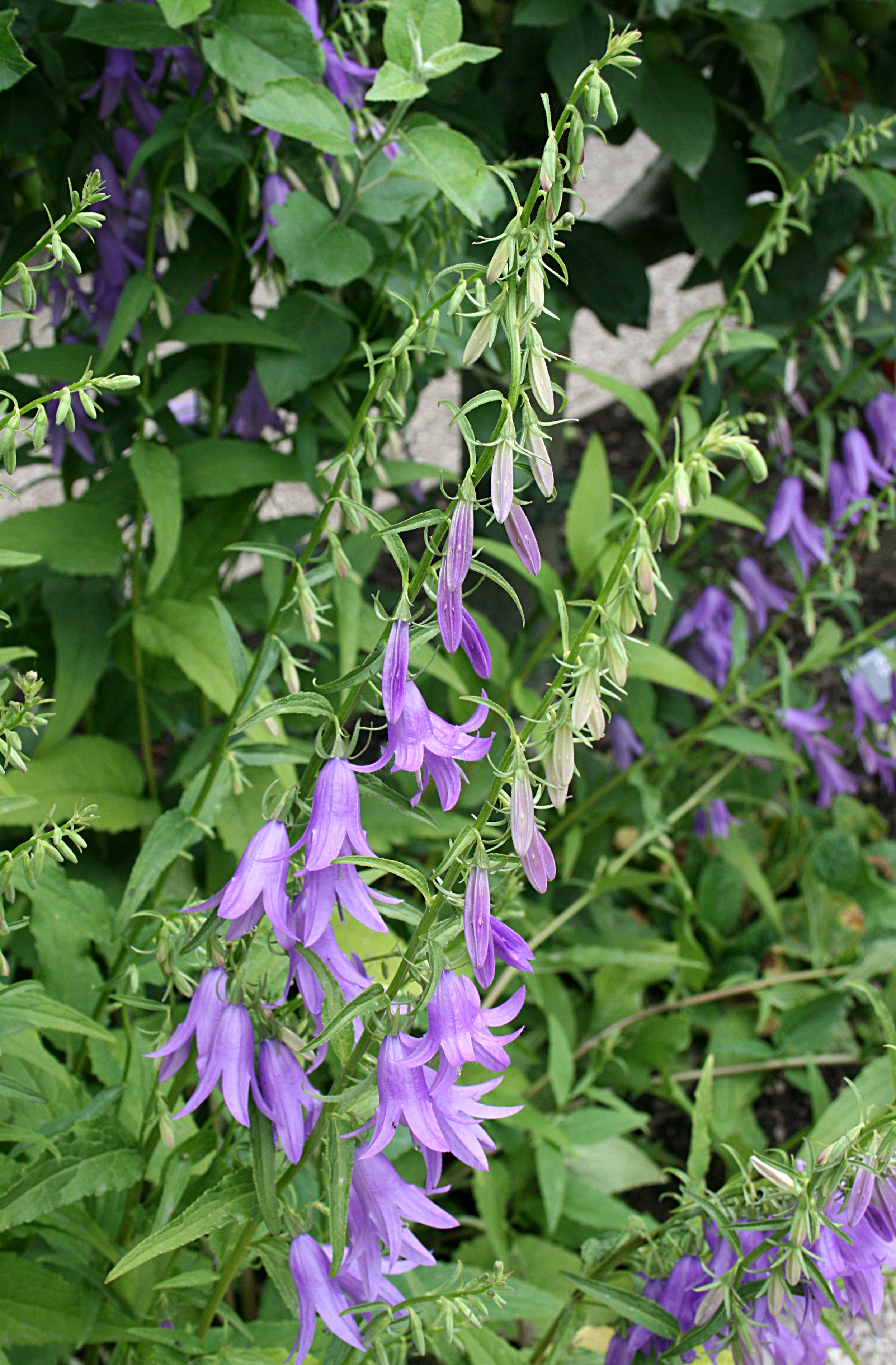
Akkerklokje

De wetenschappelijke naam van het akkerklokje (Campanula rapunculoides) geeft aan dat deze zou lijken op het rapunzelklokje. Het akkerklokje heeft echter bredere bladeren, bredere kelkslippen, en de bloemen zijn aan de stengel naar één kant gekeerd.

## Plantengemeenschap
Rapunzelklokje is een indicatorsoort voor het mesofiel hooiland (hu) subtype Glanshavergrasland, een karteringseenheid in de Biologische Waarderingskaart (BWK) van Vlaanderen en het Brussels Hoofdstedelijk Gewest.

## Toepassingen
Het rapunzelklokje is al in de middeleeuwen bekend als rauwkostgroente. Wortel en blad zijn te eten als salade. De smaak van de wortel lijkt op radijs, maar dan zoet en opvallend zacht. Het blad is neutraal van smaak. In de middeleeuwen werd de plant in  het veld verzameld. Als groente werd ze ook medicinaal voorgeschreven.
De plant kan gezaaid worden in mei. Vermeerderen is ook mogelijk door scheuren.

## Ecologie
Het rapunzelklokje is waardplant voor de perzikkruiduil (Melanchra persicariae). De planten worden vaak druk bezocht door de kleine en de grote klokjesbij die er ook vaak in overnachten.